# Alexander Wolf (Autor)
Alexander Wolf (eigentlicher Name Karl Herbert Rösler; * 28. Februar 1926 in Unterschönau; † 16. März 2018) war ein deutscher Autor.

## Leben
Nach dem Studium und einer anschließenden Promotion wurde Rösler 1957 Studienassessor und 1959 Studienrat. Er unterrichtete in den 1960er- bis 1980er-Jahren am Gymnasium Herderschule in Kassel Deutsch und Englisch. Bekanntheit erlangte er durch die 1963 unter dem Pseudonym Alexander Wolf veröffentlichte Satire Zur Hölle mit den Paukern, verfilmt als erster Teil von Die Lümmel von der ersten Bank, eine Reihe von sieben deutschen Filmkomödien zum Thema Schule und Schülerstreiche. Weitere Bücher, die er verfasste, waren Die Mittlere Unreife und Der Jahrhunderthüpfer.